# میزبان‌های جام جهانی فوتبال
کشورهایی که میزبان بازی های جام جهانی بوده اند و درخواست داده اند.(از ۱۹۳۰ تا ۲۰۳۴)

## میزبانان بر اساس سال میزبانی
| سال                   | میزبان                                         | برنده جام  |
| --------------------- | ---------------------------------------------- | ---------- |
| جام جهانی فوتبال ۱۹۳۰ | اروگوئه                                        | اروگوئه    |
| جام جهانی فوتبال ۱۹۳۴ | ایتالیا                                        | ایتالیا    |
| جام جهانی فوتبال ۱۹۳۸ | فرانسه                                         | ایتالیا    |
| ۱۹۴۲                  | به دلیل جنگ جهانی دوم برگزار نگردید            |            |
| ۱۹۴۶                  | به دلیل جنگ جهانی دوم برگزار نگردید            |            |
| جام جهانی فوتبال ۱۹۵۰ | برزیل                                          | اروگوئه    |
| جام جهانی فوتبال ۱۹۵۴ | سوئیس                                          | آلمان غربی |
| جام جهانی فوتبال ۱۹۵۸ | سوئد                                           | برزیل      |
| جام جهانی فوتبال ۱۹۶۲ | شیلی                                           | برزیل      |
| جام جهانی فوتبال ۱۹۶۶ | انگلستان                                       | انگلستان   |
| جام جهانی فوتبال ۱۹۷۰ | مکزیک                                          | برزیل      |
| جام جهانی فوتبال ۱۹۷۴ | آلمان غربی                                     | آلمان غربی |
| جام جهانی فوتبال ۱۹۷۸ | آرژانتین                                       | آرژانتین   |
| جام جهانی فوتبال ۱۹۸۲ | اسپانیا                                        | ایتالیا    |
| جام جهانی فوتبال ۱۹۸۶ | مکزیک                                          | آرژانتین   |
| جام جهانی فوتبال ۱۹۹۰ | ایتالیا                                        | آلمان غربی |
| جام جهانی فوتبال ۱۹۹۴ | ایالات متحده آمریکا                            | برزیل      |
| جام جهانی فوتبال ۱۹۹۸ | فرانسه                                         | فرانسه     |
| جام جهانی فوتبال ۲۰۰۲ | کره جنوبی / ژاپن                               | برزیل      |
| جام جهانی فوتبال ۲۰۰۶ | آلمان                                          | ایتالیا    |
| جام جهانی فوتبال ۲۰۱۰ | آفریقای جنوبی                                  | اسپانیا    |
| جام جهانی فوتبال ۲۰۱۴ | برزیل                                          | آلمان      |
| جام جهانی فوتبال ۲۰۱۸ | روسیه                                          | فرانسه     |
| جام جهانی فوتبال ۲۰۲۲ | قطر                                            | آرژانتین   |
| جام جهانی فوتبال ۲۰۲۶ | کانادا/ مکزیک/ ایالات متحده آمریکا             |            |
| جام جهانی فوتبال ۲۰۳۰ | مراکش/پرتغال/اسپانیا/آرژانتین/اروگوئه/پاراگوئه |            |
| جام جهانی فوتبال ۲۰۳۴ | عربستان سعودی                                  |            |

## کشورها بر اساس نامزدی میزبانی
برنده شدن میزبانی به صورت پررنگ نوشته شده‌است: